# Волго-Дон (тип речных судов)

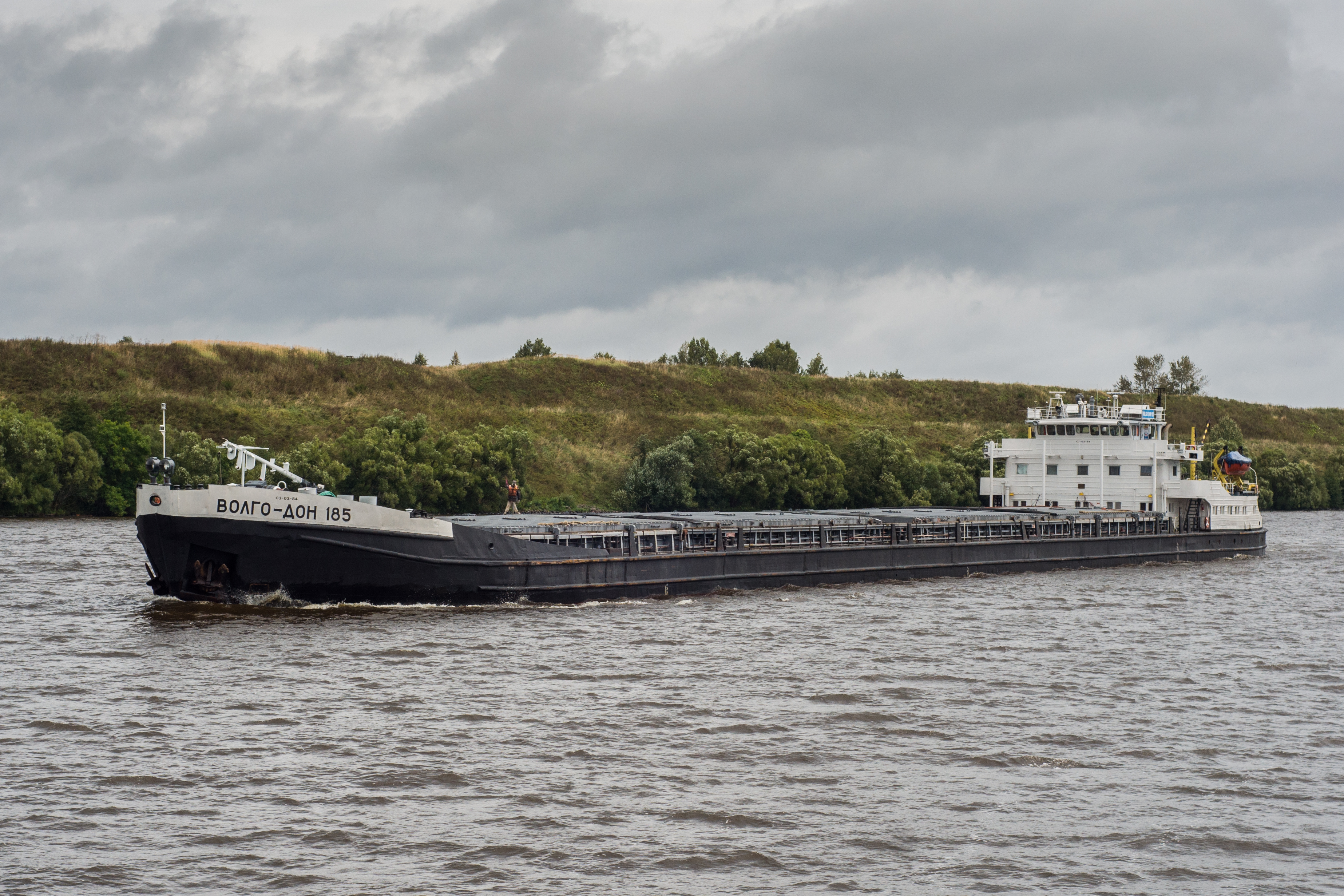
«Волго-Дон 185»

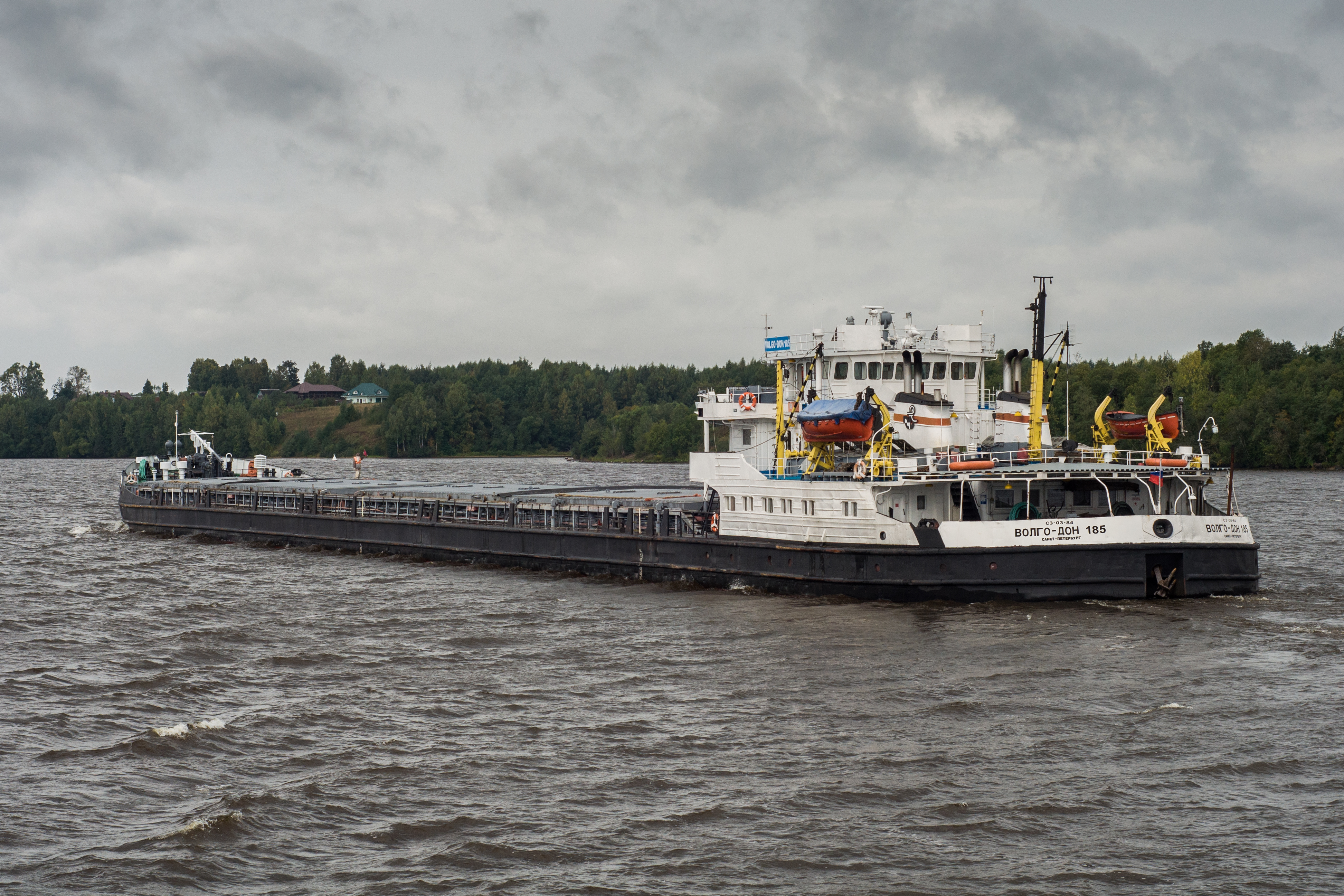
«Волго-Дон 185»

Волго-Дон — речные сухогрузные суда, предназначенные для перевозки массовых грузов (уголь, руда, зерно, щебень и т. п.) по крупным внутренним водным артериям с выходом в Онежское и Ладожское озёра и Таганрогский залив.
Тип судна — речной однопалубный двухвинтовой сухогрузный теплоход с одним открытым грузовым трюмом (проект 507) и четырьмя открытыми грузовыми трюмами (проект 507А), с двойными бортами, двойным дном, полубаком, с кормовым расположением машинного отделения и жилой надстройки.

## История
Проект разработан ЦКБ-51 (ЦКБ «Вымпел»). На момент выпуска являлся самым крупным речным судном в мире. Строились с 1960 по 1990 годы, одна из самых массовых серий советских речных судов (всего построено до 225 судов различных проектов).
За время постройки суда неоднократно модифицировались:
- Проекты 507 и 507А — первые модификации.
- Проект 507Б — установлены дизели 6ЧРН 36/45 «Г60» (1800 л.с. вместо 2000 л.с.), разработанные заводом «Двигатель Революции».
- Проекты 1565, 1565М — закрытые трюмы, надстройка современной формы.
- Проект 1566 — составное судно, имевшее самоходную часть и несамоходную баржу-приставку. Открытые трюмы. Построено единственное судно в 1966 году под названием «XXIII съезд КПСС».

Дальнейшим развитием проекта стали теплоходы типа «Волжский».
В 1990-х годах некоторые суда типа «Волго-Дон» были реконструированы в тип «река-море», что позволило им выходить в закрытые моря и совершать международные рейсы, в основном бассейна Средиземного и Балтийского морей. Реконструированные суда или короче, или имеют более высокую носовую часть и увеличенную высоту трюмов.
Суда проектов 507, 507А, 507Б и 1566 строились на Навашинском судостроительном заводе «Ока», Пр.1565 и 1565М — там же и на заводе Santierul Navale Oltenita, Румыния.
Конструктивно суда представляют собой теплоходы грузоподъемностью 5000-5300 т. (пр.1566 — 10 000 т. с приставкой) с открытыми либо закрытыми трюмами. Длина судов 138—140 м, ширина 16,5-16,7 м, осадка 3,4-3,6 м. Мощность главных двигателей 1800—2000 л.с., скорость порожнего 21-23 км/ч.
Суда типа Волго-Дон активно эксплуатировались и продолжают эксплуатироваться на Волге, Каме, Дону, Волго-Балтийской водной системе, на Днепре, а также на Енисее ниже Казачинских порогов. Отдельные суда проданы зарубежным компаниям, некоторые переведены под удобные флаги. Часть судов списаны либо законсервированы по коммерческим причинам.